# Consort
Consort is een plaats (village) in de Canadese provincie Alberta en telt 634 inwoners (2006).

## Geboren in Consort
- k.d. lang (1961), singer-songwriter